# 潭內 (苗栗縣)
潭內，是臺灣苗栗縣造橋鄉的一個傳統地域名稱，位於該鄉西北部。相較於今日行政區，其範圍大致包括談文村西北端、龍昇村，以及後龍鎮灣寶里東南端國道三號以東地區、東明里東部邊界地帶北段。

## 歷史
台灣清治末期至日治初期，潭內地區為一街庄，稱為「潭內庄」，隸屬於苗栗一堡。該庄東北隔中港溪與海口庄為界，東與淡文湖庄為鄰，南邊為牛欄湖庄、新港庄，西邊及西北邊為苦苓腳庄。
1901年（日治明治三十四年）11月，全台廢縣廳改設二十廳，該庄隸屬於苗栗廳。1909年（明治四十二年）10月，合併二十廳為十二廳，該庄改隸屬於新竹廳。1920年（大正九年），廢十二廳改設五州二廳，該庄改制為「潭內」大字，隸屬於新竹州竹南郡造橋庄。
戰後造橋庄改制為造橋鄉，隸屬於新竹縣，大字亦改制為村。1950年桃、竹、苗分治，造橋鄉改隸屬於苗栗縣。

## 聚落
本地區發展較早的聚落有九車龍、潭內、山頂、中潭等，在日治期初期的官方地圖上已有記載。此外，本地區尚有蔗廍、大潭、新庄仔等聚落。

## 交通
台鐵海線大致以東南—西北走向轉東南東—西北西走向經過潭內地區北部。境內未設站，東側最近的是談文車站，屬招呼站，西南側最近的是大山車站，屬甲種簡易站，均僅停靠區間車。由此等可前往台鐵沿線各地。
國道3號又稱「福爾摩沙高速公路」，是台灣西部第二條縱向高速公路，大致以東北—西南走向轉北北東—南南西走向經過本地區北部及西部邊界地帶。境內與鄉道苗8線交會處設有大山交流道，由此進出可快速連絡台灣西部國道3號沿線各地。
省道台1線又稱「縱貫公路」，是台北至屏東楓港的傳統平面幹道，大致以東北—西南走向轉東南—西北走向再轉東北—西南走向蜿蜒經過本地區。由該道路向東北轉北可前往頭份、香山、新竹等地，向西南可前往後龍、四湖、通霄、苑裡等地。
鄉道苗8線是外埔至大潭內的道路，其東側端點位於本地區西南部大潭南側的省道台1線路口。由此向西北經國道3號大山交流道出境，可前往百三、台鐵大山車站、外埔並止於縣道126號路口。
鄉道苗9線是阿八窩至後龍的道路，大致以東南—西北走向轉東南東—西北西走向經過本地區北端。由該道路向東南可前往淡水湖（談文）聚落、小湖、阿八窩北側並止於鄉道苗14線路口，向西北繞大彎轉西南可前往苦苓腳、大山腳、後龍市區並止於中華路（舊台1線）路口。

## 學校
- 龍昇國小

## 廟宇
- 龍湖宮（北帝廟）